# Kotra (gmina)
Kotra – dawna gmina wiejska istniejąca do 1932 roku w woj. poleskim (obecnie na Białorusi). Siedzibą gminy była Kotra.
W okresie międzywojennym gmina należała do powiatu prużańskiego w woj. poleskim. 1 kwietnia 1932 gminę zniesiono, a jej obszar włączono do gmin  Rudniki, Suchopol i Szereszów.